# Суринамская пипа

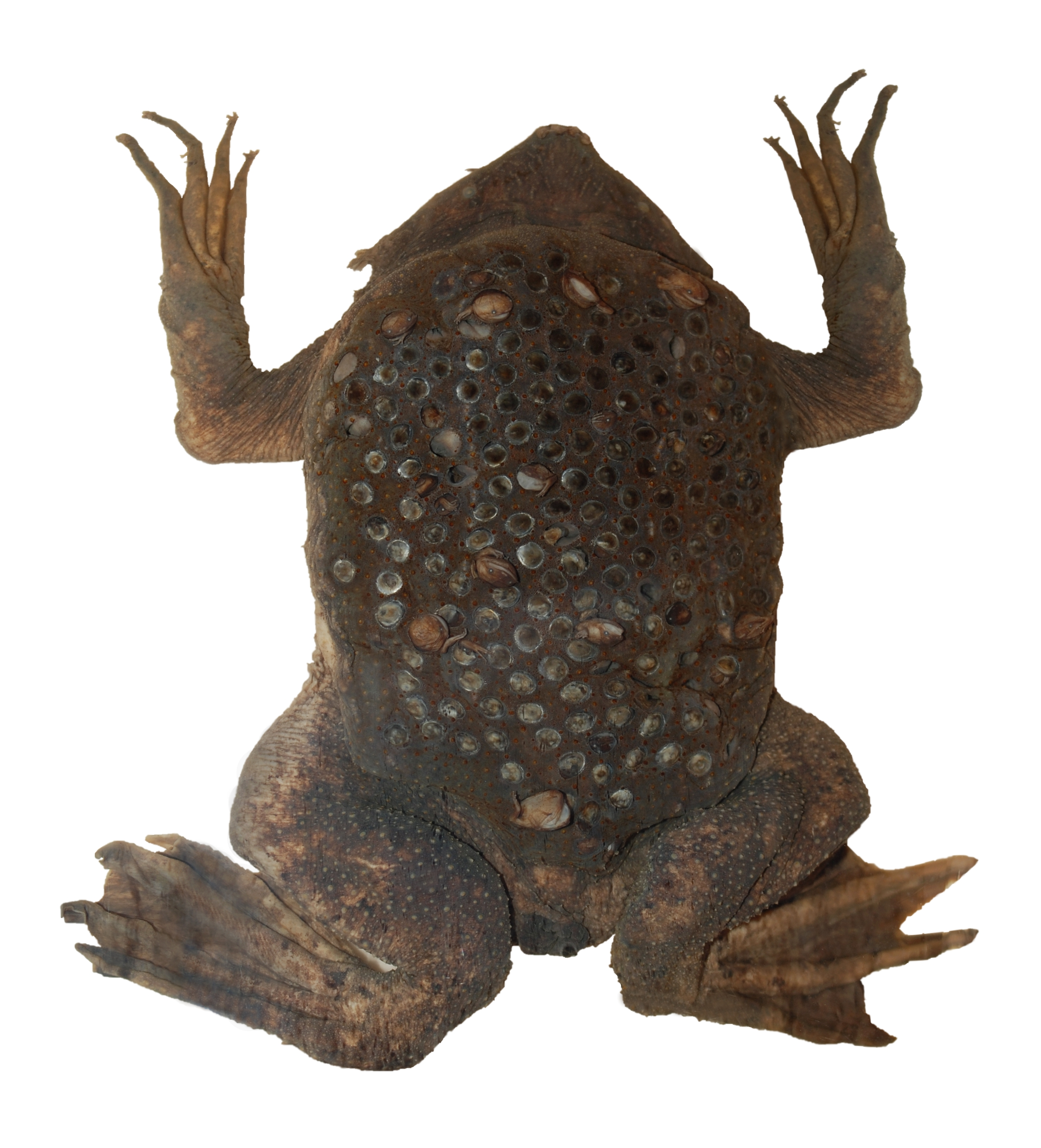
Самка с яйцами на спине

Суринамская пипа, или американская пипа (лат. Pipa pipa) — вид земноводных семейства пиповых, обитающий в Южной Америке.

## Описание
Суринамская пипа в среднем длиной до 12 см, максимальная длина достигает 20 см. Туловище сильно сплюснутое, голова также сплюснута, треугольной формы с крохотными глазами без век. Грубая, морщинистая кожа серого окраса покрыта сверху тёмными пятнами, нижняя сторона окрашена светлее. Передние конечности имеют четыре пальца, не соединённых плавательной перепонкой. В ротовой полости нет зубов и языка. Самец в сезон размножения издаёт металлические щёлкающие звуки.

## Распространение
Суринамская пипа имеет самый большой ареал среди представителей рода Pipa, встречаясь в Бразилии, Боливии, Перу, Эквадоре, Колумбии, Венесуэле, Гайане, Суринаме и Гвиане. Отмечена также в Тринидаде и Тобаго. Этот вид обычно встречается в тропических дождевых лесах Амазонской низменности, населяя медленно текущие ручьи, реки, небольшие озёра и глубокие лужи, где прячется среди опавшей листвы на илистом дне.

## Размножение
Самец и самка демонстрируют брачный танец под водой. Самка мечет несколько яиц, в то время как самец одновременно выпускает свою сперму. Затем самка ныряет вниз, где яйца падают ей прямо на спину и прилипают к ней. Самец поддерживает этот процесс, прижимая яйца к коже спины с помощью своих задних ног. Таким способом яйца равномерно распределяются в ячейках по всей спине самки. Количество яиц в кладке варьирует от 40 до 144. Примерно через 11—12 недель появляются полностью сформировавшиеся молодые пипы.
Животные достигают половой зрелости только к 6 годам.

## В культуре
Суринамской пипе посвящено одноимённое стихотворение детского поэта и переводчика Бориса Заходера, окончившего первый курс биологического факультета Казанского государственного университета, и второй курс биологического факультета Московского государственного университета.
Суринамская жаба также упоминается в повести Михаила Булгакова «Роковые яйца».